# Lucina floridana
Lucina floridana är en musselart som beskrevs av Conrad 1833. Lucina floridana ingår i släktet Lucina och familjen Lucinidae. Inga underarter finns listade i Catalogue of Life.